# Abertzale
Le terme abertzale en basque signifie « amant de la patrie », « patriote » ou « partisan de la patrie », et désigne généralement des personnes ou des groupes politiques associés au nationalisme basque.
Il est composé du radical aberri (« patrie », un néologisme créé par Sabino Arana Goiri, fondateur du nationalisme basque) et du suffixe -(t)zale (« celui qui aime », « est amical » ou « est consacré à quelque chose »). Quant à l'abertzalisme, c'est un mouvement de revendication de la nation basque.
La traduction littérale en français est donc « patriote », certains traduisent par « nationaliste », dans le sens de « défense de la nation basque » et non dans un sens de haine de l'autre. À l'origine abertzale désignait exclusivement les gens du Parti nationaliste basque (EAJ-PNB), fondé par Sabino Arana Goiri. La gauche révolutionnaire basque, autour d'ETA, a repris à son compte le terme abertzale, mais en en modifiant la portée, jusqu'à une dimension communiste internationaliste (tiers-mondiste).
Dans le jargon politique espagnol, le mot est employé de façon péjorative, pour mettre à l'index et stigmatiser les plus radicaux comme Herri Batasuna, Euskal Herritarrok ou Batasuna, considérés comme les bras politiques du mouvement ETA.
- soit une vaste utilisation du terme par des membres et sympathisants d'organisations

 comme Herri Batasuna, Euskal Herritarrok ou Batasuna, même dans la dénomination officielle des groupes parlementaires qui ont siégé dans différentes assemblées élues tant au Pays basque qu'au parlement espagnol.
- soit par le fait que les partisans du Parti nationaliste basque (EAJ-PNB) qu'on appelle plus fréquemment jeltzale (membres d'EAJ-PNB), qu'abertzale, la dimension abertzale ne qualifiant pas le modèle de société des jeltzale.[pas clair]

Mais cette stigmatisation est contestée car de nombreuses sensibilités différentes, dont la plupart, attachées au système démocratique et récusant la pratique de la violence politique, tant en Iparralde (Pays basque français) qu'en Hegoalde (Pays basque espagnol), qui continuent à se réclamer de l'abertzalisme (du patriotisme), parmi lesquels Abertzaleen Batasuna et Ezkerreko Mugimendu Abertzalea (deux mouvements de gauche, de sensibilités autonomistes, en Pays basque nord) ainsi qu'Aralar, le PNB (Parti nationaliste basque), EA (Eusko Alkartasuna) ou Batzarre.[pas clair]
L'Académie royale espagnole, qui détermine le lexique du castillan, a officiellement reconnu le terme aberzale sans « t », (au lieu de abertzale en basque) dans son dictionnaire mais la graphie abertzale (avec le « t ») reste plus couramment employée en espagnol.

## Plusieurs organisations utilisent ce terme dans leur nom en basque
- Ezkerreko Mugimendu Abertzalea (EMA) : Mouvement de la gauche patriote (en Pays basque nord, né en 1985 et mis en sommeil en septembre 2001).
- Abertzaleen Batasuna : Union des Patriotes, mouvement politique du Pays basque nord regroupant la majeure partie des sensibilités de gauche basque, apparu pour la première fois aux élections cantonales en 1992, regroupant EMA, Euskal Batasuna auxquels se sont joints Gatzeriak et Herriarren alde en 1997
- Emakume Abertzale Batza, section féminine du Parti nationaliste basque junte illégale par l'assemblée rebelle de Burgos dans la guerre de 1936.
- Eusko Abertzale Ekintza : un parti politique basque.
- Eusko Abertzaletasunaren Museoa : Musée du patriotisme basque[2].
- Gazte Abertzaleak : Jeunes Patriotes, les jeunesses du parti Eusko Alkartasuna.
- Ikasle Abertzaleak : Étudiants patriotes, organisation d'étudiants patriotes des deux côtés des Pyrénées.
- Koordinadora Abertzale Sozialista (KAS) : Coordination patriote socialiste.
- Langile Abertzaleen Batzordeak : syndicat basque.
- Ezker Abertzalea : Gauche patriote
- Nafarroako Sozialista Abertzaleak : Socialistes patriotes de Navarre
- Araba, Bizkai eta Gipuzkoako Sozialista Abertzaleak : Socialistes patriotes d'Alava, Guipuscoa et Biscaye